# Ptychoptera townesi
Ptychoptera townesi är en tvåvingeart som beskrevs av Alexander 1943. Ptychoptera townesi ingår i släktet Ptychoptera och familjen glansmyggor. Inga underarter finns listade i Catalogue of Life.